# نهائي كأس الدوريات 2024
نهائي كأس الدوريات 2024 (بالإنجليزية: 2024 Leagues Cup final) هي المباراة النهائية للنسخة الرابعة [الإنجليزية]
 من كأس الدوريات، وهي بطولة كرة قدم تُلعب بين أندية من الدوري الأمريكي لكرة القدم (MLS) والدوري المكسيكي الممتاز. أقيمت المباراة في 25 أغسطس 2024 في لوور دوت كوم فليد في كولومبوس، أوهايو، الولايات المتحدة، بين المضيف كولومبوس كرو ولوس أنجلوس إف سي. فاز كولومبوس بنتيجة 3–1 بهدفين من كوتشو هيرنانديز، وحضر المباراة 20،190 متفرجًا. كانت مباراة إعادة لكأس الدوري الأمريكي لكرة القدم 2023 [الإنجليزية]
، والتي استضافها أيضًا فريق كولومبوس كرو.
فاز فريق كرو بكأس الدوري الأمريكي لكرة القدم وتم إعفاءه من مرحلة المجموعات في كأس الدوري [الإنجليزية]
 مع ميزة اللعب على أرضه طوال التصفيات. هزموا سبورتنج كانساس سيتي، وحامل اللقب إنتر ميامي سي إف، ونيويورك سيتي إف سي، وفيلادلفيا يونيون في الأدوار الإقصائية على أرضهم للوصول إلى نهائي البطولة الثالث في تسعة أشهر. احتل نادي لوس أنجلوس إف سي المركز الثاني في مجموعته وتفوق على منافسيه في مرحلة خروج المغلوب بنتيجة إجمالية بلغت 13–1. لقد لعبوا جميع مبارياتهم باستثناء واحدة على أرضهم.

## الطريق إلى النهائي

### ملخص النتائج
ملحوظة: في جميع النتائج أدناه، يتم إعطاء نتيجة المتأهل للنهائي أولاً (د: داخل أرضه؛ خ: خارج أرضه). تم تحديد جميع المباريات من خلال ركلات الترجيح إذا استمرت النتيجة بالتعادل بعد الوقت الأصلي.
| كولومبوس كرو         | كولومبوس كرو            | الجولة                  | لوس أنجلوس          | لوس أنجلوس |
| -------------------- | ----------------------- | ----------------------- | ------------------- | ---------- |
| الخصم                | النتيجة                 | مرحلة المجموعات         | الخصم               | النتيجة    |
|                      |                         | الجولة 1                | تيخوانا             | 3–0 (د)    |
| الجولة 2             | فانكوفر وايتكابس        | 2–2 (2–4 ج.) (د)        |                     |            |
| الجولة 3             |                         |                         |                     |            |
| الترتيب النهائي      | وصيف المجموعة الغربية 7 | وصيف المجموعة الغربية 7 |                     |            |
| الخصم                | النتيجة                 | مرحلة خروج المغلوب      | الخصم               | النتيجة    |
| سبورتينغ كانساس سيتي | 4–0 (د)                 | دور الـ32               | أوستن               | 2–0 (د)    |
| إنتر ميامي           | 3–2 (د)                 | دور الـ16               | سان خوسيه إيرثكويكس | 4–1 (د)    |
| نيويورك سيتي         | 1–1 (4–3 ج.) (د)        | ربع النهائي             | سياتل ساوندرز       | 3–0 (خ)    |
| فيلادلفيا يونيون     | 3–1 (د)                 | نصف النهائي             | كولورادو رابيدز     | 4–0 (د)    |

## المباراة

### التفاصيل
| كولومبوس كرو                                                    | 3–1   | نادي لوس أنجلوس     |
| --------------------------------------------------------------- | ----- | ------------------- |
| - كوتشو هيرنانديز 45'، 90+2' - جاسين راسل-رو [الإنجليزية] 90+4' | تقرير | - أوليفييه جيرو 57' |